# Лабруна, Анхель Амадео
А́нхель Амаде́о Лабру́на (исп. Ángel Amadeo Labruna; 28 сентября 1918, Буэнос-Айрес — 20 сентября 1983, Буэнос-Айрес) — аргентинский футболист, нападающий. По опросу МФФИИС занимает 26 место среди лучших футболистов XX века в Южной Америке. Занимает второе место по общему числу голов в Аргентинском чемпионате за всю историю турнира — 293.

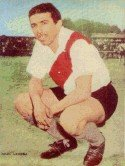
Анхель Лабруна

## Биография
Лабруна родился в семье ориунди, выходцев из Италии, часовщика Анджело Лабруны и Амалии Каваторте в районе Палермо. Он начал играть в команде шестого дивизиона, но затем ушёл оттуда, по воле отца, считавшего, что было редко у итальянцев, футбол недостойным и неденежным занятием; папа хотел, чтобы его отпрыск работал в сфере торговли. В 1934 году Лабруна всё же выбрал спорт, и стал играть в команде 4-го дивизиона, зарабатывая 25 песо за игру. Одновременно он занимался и баскетболом. Затем он выбрал футбол, когда в баскетбольной команде его признали бесперспективным.

### Игровая

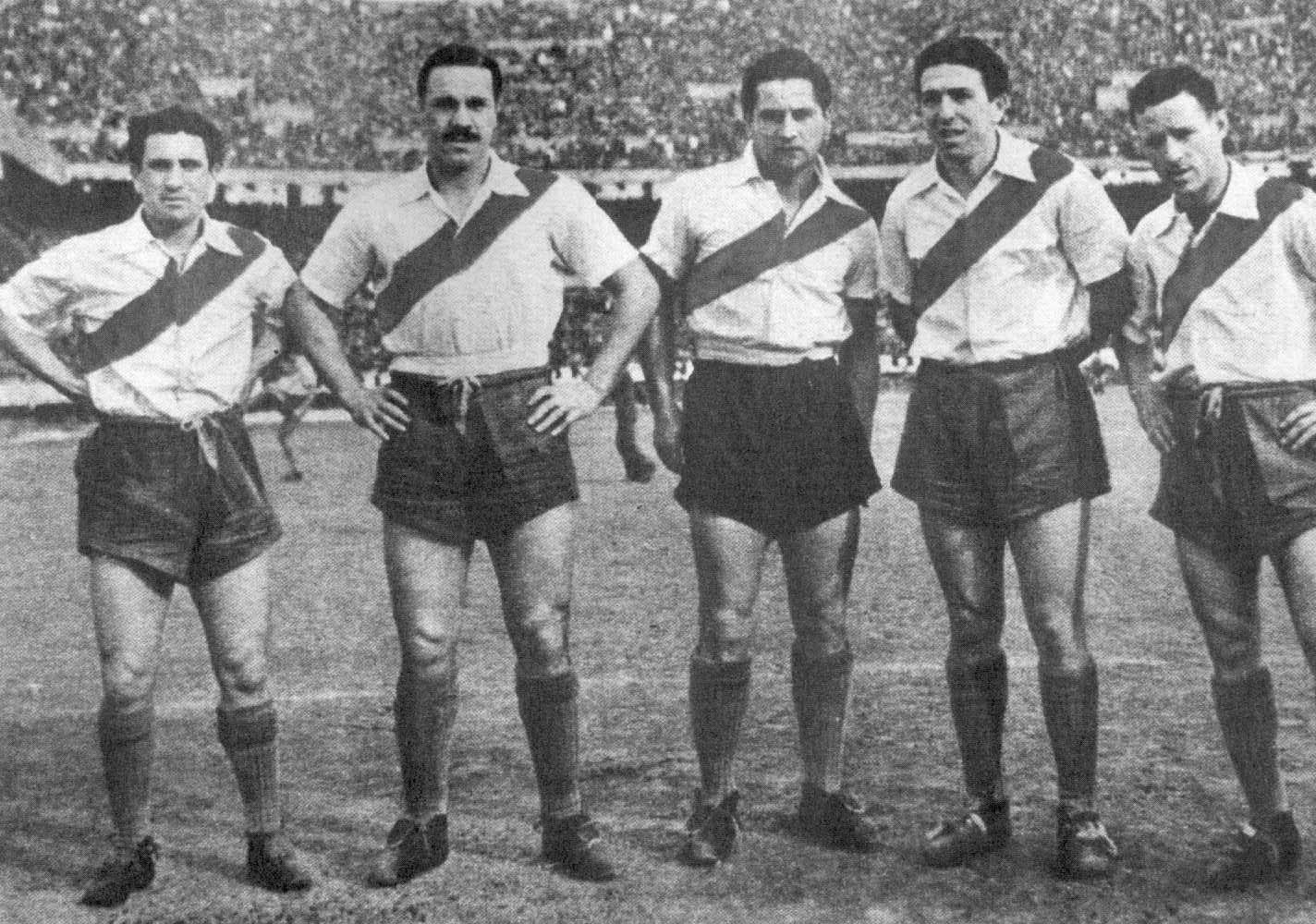
Слева направо: Муньос, Морено, Педернера, Лабруна, Лоустау

В «Ривер Плейт», команду, в которой он провёл большую часть своей карьеру, Лабруна попал случайно, придя взять автограф у своего кумира Бернабе Феррейры. Лабруна дебютировал в футболке «Ривер Плейта» 18 июня 1939 года в матче с «Эстудиантесом», в котором его команда проиграла, после чего молодой футболист вновь был отправлен в дубль. Спустя три месяца он вышел на поле в матче с «Атлантой» и забил гол (2:4). Всего в сезоне он забил 7 голов в 10 проведённых встречах. На следующий год Лабруна стал игроком основы «Ривера», проведя 26 матчей и забив 14 голов.
В 1941 году «Ривер» выиграл чемпионат Аргентины. Этот год знаменовал рождение команды, названной «Машина» (исп. La Máquina), состоявшей из Хуана Карлоса Муньоса, который именно в этом сезоне смог вытеснить из состава Карлоса Пеуселье, Хосе Мануэля Морено, Адольфо Педернеры, Феликса Лоустау (он пришёл в клуб на следующий год) и самого Лабруны, который в этой пятёрке нападения выполнял роль центрфорварда. В 1942 году клуб повторил свой успех, а Лабруна забил 15 голов в 28 матчах.
Вместе они провели лишь 18 матчей, но те игры были незабываемы для тех, кто имел возможность их увидеть воочию. Прозвище «Ла Машина» произошло из точности игры, разработанной Карлосом Пеуселье, который ненавидел тактику и говорил, что тактика у его команды одна, 1-10, то есть вратарь и десять полевых игроков. Так же нападение той команды называли Los Caballeros de la Angustia (Рыцари Тревоги). В 1959 году Лабруна закончил карьеру в «Ривере», проведя, в общей сложности, 515 матчей и забив в них 292 гола. Так же Лабруна стал самым результативным игроком аргентинского суперклассико, «Ривер Плейт» — «Бока Хуниорс», забив в ворота «Боки» 16 мячей. В 1956 году Лабруна ушёл из «Ривера». После этого игрок впал в депрессию, даже думал о самоубийстве.
Позже он сыграл ещё в Уругвае, затем в «Платенсе», а закончил карьеру в Чили, когда ему исполнилось 43 года.
За сборную Аргентины Лабруна провёл 37 матчей, в которых забил 17 мячей. Он выигрывал Кубок Америки в 1946 и 1955. А в 1958, в возрасте 40 лет он поехал на чемпионат мира, где сыграл два матча.

### Тренерская
После окончания карьеры футболиста, Лабруна перешёл на тренерскую работу, тренировал множество клубов в Аргентине. Сделав «Росарио Сентраль» чемпионом Аргентины, «Ривер Плейт» трёхкратным чемпионом Аргентины (1975, 1977, 1979, 1980), кроме этого привёл «Ривер» к завоеванию Кубка Либертадорес 1976, где его команда победила бразильский «Крузейро».
Умер Анхель Лабруна 20 сентября 1983 года в возрасте 64 лет, 8 дней не дожив до своего 65-летия. Он похоронен на кладбище Ла-Чакарита в Буэнос-Айресе. В честь Лабруны клуб назначил день рождения игрока, 28 сентября, «Международным днём фанатов „Ривер Плейта“».

## Достижения

### Как игрок

#### Командные
- Чемпион Аргентины: 1941, 1942, 1945, 1947, 1952, 1953, 1955, 1956, 1957
- Чемпион Южной Америки: 1946, 1955
- Кубок Альдао: 1941, 1945, 1947

#### Личные
- Лучший бомбардир чемпионата Аргентины: 1943 (23 гола), 1945 (25 голов)
- Лучший бомбардир в истории «Ривер Плейт»: 318 голов

### Как тренер

#### Командные
- Чемпион Аргентины: 1971, 1975 (Метрополитано), 1977 (Метрополитано), 1979 (Метрополитано), 1980 (Метрополитано)
- Чемпионат провинции Кордова: 1974

## Статистика выступлений
| Клуб               | Сезон            | Лига | Лига | Кубки | Кубки | Прочие | Прочие | Итого | Итого |
| Клуб               | Сезон            | Игры | Голы | Игры  | Голы  | Игры   | Голы   | Игры  | Голы  |
| ------------------ | ---------------- | ---- | ---- | ----- | ----- | ------ | ------ | ----- | ----- |
| Ривер Плейт        | 1939             | 10   | 7    | 0     | 0     | 0      | 0      | 10    | 7     |
| Ривер Плейт        | 1940             | 26   | 14   | -     | -     | 0      | 0      | 26    | 14    |
| Ривер Плейт        | 1941             | 29   | 11   | 3     | 3     | 2      | 4      | 34    | 18    |
| Ривер Плейт        | 1942             | 28   | 15   | 1     | 1     | 1      | 0      | 30    | 16    |
| Ривер Плейт        | 1943             | 23   | 23   | 1     | 0     | -      | -      | 24    | 23    |
| Ривер Плейт        | 1944             | 30   | 25   | 2     | 1     | -      | -      | 32    | 26    |
| Ривер Плейт        | 1945             | 29   | 25   | 2     | 3     | 2      | 5      | 33    | 33    |
| Ривер Плейт        | 1946             | 27   | 15   | 3     | 3     | 0      | 0      | 30    | 18    |
| Ривер Плейт        | 1947             | 18   | 16   | -     | -     | 2      | 3      | 20    | 19    |
| Ривер Плейт        | 1948             | 22   | 16   | 1     | 0     | 5      | 1      | 28    | 17    |
| Ривер Плейт        | 1949             | 32   | 19   | 2     | 0     | -      | -      | 34    | 19    |
| Ривер Плейт        | 1950             | 33   | 20   | -     | -     | -      | -      | 33    | 20    |
| Ривер Плейт        | 1951             | 29   | 12   | -     | -     | -      | -      | 29    | 12    |
| Ривер Плейт        | 1952             | 22   | 10   | 1     | 0     | -      | -      | 23    | 10    |
| Ривер Плейт        | 1953             | 28   | 16   | -     | -     | -      | -      | 28    | 16    |
| Ривер Плейт        | 1954             | 22   | 8    | -     | -     | -      | -      | 22    | 8     |
| Ривер Плейт        | 1955             | 25   | 10   | -     | -     | -      | -      | 25    | 10    |
| Ривер Плейт        | 1956             | 22   | 9    | -     | -     | -      | -      | 22    | 9     |
| Ривер Плейт        | 1957             | 29   | 13   | -     | -     | 1      | 0      | 30    | 13    |
| Ривер Плейт        | 1958             | 19   | 9    | 2     | 0     | -      | -      | 21    | 9     |
| Ривер Плейт        | 1959             | 12   | 1    | -     | -     | -      | -      | 12    | 1     |
| Ривер Плейт        | Итого            | 515  | 294  | 18    | 11    | 13     | 13     | 546   | 318   |
| Рампла Хуниорс     | 1960             | 16   | 3    | -     | -     | -      | -      | 16    | 3     |
| Рампла Хуниорс     | Итого            | 16   | 3    | 0     | 0     | 0      | 0      | 16    | 3     |
| Рейнджерс (Талька) | 1961             | 5    | 0    | -     | -     | -      | -      | 5     | 0     |
| Рейнджерс (Талька) | Итого            | 5    | 0    | 0     | 0     | 0      | 0      | 5     | 0     |
| Платенсе           | 1961             | 2    | 0    | -     | -     | -      | -      | 2     | 0     |
| Платенсе           | Итого            | 2    | 0    | 0     | 0     | 0      | 0      | 2     | 0     |
| Всего за карьеру   | Всего за карьеру | 538  | 297  | 18    | 11    | 13     | 13     | 569   | 321   |

## Личная жизнь
Лабруна был женат. Супругу звали Ана. У них было двое детей — Даниэль и Омар Рауль.